# Mariano Feio
Mariano Joaquim de Oliveira Feio GCIH (Beja, 3 de Junho de 1914 — Ferreira do Alentejo, 16 de Março de 2001), foi um professor e cientista português.

## Biografia

### Nascimento e formação
Nasceu em 3 de Junho de 1914, na cidade de Beja, filho de Pedro de Sequeira Feio, descendente do 1.º Visconde da Boavista e 1.º Conde da Boavista, e de sua mulher Maria Margarida da Fonseca Acciaioli de Avillez de Oliveira, descendente do 1.º Conde de Avilez e 1.º Visconde do Reguengo. Em 3 de Maio de 1923, a sua mãe faleceu devido à gripe pneumónica, e no mesmo ano também morreu o seu pai, pelo que o tutor de Mariano Feio passa a ser o seu avô materno, o médico Joaquim Alberto de Carvalho e Oliveira. Estudou no Colégio Portugal, no Dafundo, até aos dezasseis anos, passando as férias na sua casa em Beja, no número 3 da rua posteriormente denominada de Dr. Augusto Barreto, ou em Idanha-a-Nova e São Vicente da Beira, região onde a sua mãe nasceu.
Mariano Feio frequentou primeiro o Instituto Superior Técnico da Universidade Técnica de Lisboa, onde concluiu a Licenciatura em Engenharia, e, depois, a Universidade de Berlim, onde iniciou os cursos de especialização em Geologia e Paleontologia, mas que não chegou a terminar devido ao deflagrar da Segunda Guerra Mundial. Esteve igualmente na Faculdade de Letras da Universidade de Lisboa, onde se doutorou em Geografia Física.

### Carreira profissional
Mariano Feio exerceu como professor, tendo ensinado nas Universidades de Évora e Federal de Paraíba, e na Faculdade de Ciências Sociais e Humanas, onde durante vários anos dirigiu um seminário sobre Clima e Agricultura. Destacou-se pela sua forma de ensinar, e ajudou muitos alunos, tanto portugueses como estrangeiros, nas suas pesquisas e nas teses de doutoramento.
Também se distinguiu como cientista, tendo investigado principalmente a geografia, paleontologia e antropologia cultural. Fez parte de várias missões de estudo nas zonas tropicais e do Mediterrâneo, cujos resultados foram de grande importância, e que foram publicados em livros e relatórios. Após a sua jubilação forçada, continuou a trabalhar como investigador, através da publicação de livros ou em colaboração com várias entidades internacionais, como a Direcção-Geral dos Serviços Hidráulicos, a Junta Nacional de Investigação Científica e a Organização das Nações Unidas para Alimentação e Agricultura. Deixou uma vasta bibliografia, com certa de duzentas obras sobre vários temas, principalmente de teor científico como agricultura e morfologia, embora também tenha escrito sobre filosofia e ética. Um dos seus livros mais destacados foi As Castas Hindus de Goa, de 1979, para o qual estou a geografia humana na Índia e em Angola, sob a orientação de Orlando Ribeiro.
Também foi empresário da agricultura, tendo possuído pelo menos uma propriedade, o Monte do Outeiro.
Destacou-se pela sua actividade benemérita, tendo oferecido à Escola Superior Agrária de Beja uma herdade. Também financiou o Centro de Idosos de Canhestros, e o forno crematório na vila de Ferreira do Alentejo.

### Falecimento
Mariano Feio faleceu na vila de Ferreira do Alentejo, em 16 de Março de 2001. Apoiante da cremação como meio mais higiénico e ecológico, o seu foi o primeiro corpo a ser cremado no forno de Ferreira do Alentejo, tendo as suas cinzas sido depois depositadas no Cemitério daquela localidade.

## Homenagens
Em 18 de Setembro de 1998 foi agraciado com a grã cruz da Ordem do Infante Dom Henrique. A cerimónia teve lugar em 22 de Setembro, na sua propriedade do Monte do Outeiro, tendo a distinção sido entregue pelo presidente da república, Jorge Sampaio.
O lar que ajudou a construir em Canhestros recebeu o nome de Lar Professor Mariano Feio. O nome de Professor Mariano Feio também foi colocado numa rua em Ferreira do Alentejo.

## Obras
- O Porto de Sines: prejuízos dos temporais e reparações
- A Serra de S. Mamede (com Graça Almeida)
- O relevo do Alto Alentejo: traços essenciais (com António Almeida)
- Notes sur la morphologie du Portugal méridional (com Pierre Birot)
- O relevo da serra de Ossa: uma interpretação tectónica
- Um historiador no campo
- O curso subterrâneo do rio Negunza: Angola
- As cartas agrícolas dos finais do século XIX (com Maria José Roxo)
- Os principais tipos de utilização do solo no Alentejo meridional. Evolução de 1885 a 1951
- O Rio Cunene: estudo geomorfológico
- Notas geomorfológicas: a depressão de Régua-Verin
- Uma grande lavoura de Serpa na segunda metade do século XIX: a cultura dos cereais e dos legumes
- Notícia àcerca do quaternário no vale do Guadiana (1946) (com Amílcar Patrício)
- Note sur un gisement de fossiles viséens dans les environs de Mértola (1946)
- Os terraços do Guadiana a jusante do Ardila (1947)
- Bibliografia geográfica de Portugal (1948) (com Hermann Lautensach, Hermann e Ilídio do Amaral)
- Le Bas Alentejo et l'Algarve (1949)
- A evolução do relevo do Baixo Alentejo e Algarve: estudo de geomorfologia (1952)
- O plano rega do Baixo Alentejo (1959)
- A evolução do relevo da bacia endorreica do Cuanhama (1966)
- Problemas da lavoura alentejana (1972)
- Latifúndio, cultura intensiva e teorias agrárias: polémica com o Prof. Henrique de Barros e alguns comentários esclarecedores (1973)
- As castas hindus de Goa (1979)
- Planaltos e montanhas do Norte da Beira: recensão e discussão do estudo de A. de Brum Ferreira (1980)
- O relevo do Sudoeste de Angola: estudo de geomorfologia (1981)
- Alguns elementos para um banco de dados económicos do ordenamento rural do Alentejo: vacadas de criação (1982)
- Le Bas Alentejo et l'Algarve (1983)
- As secas de 1980-81 e de 1982-83 e as principais secas anteriores: intensidade e distribuição regional (1986) (com Virgínia Henriques)
- Clima e agricultura: exigências climáticas das principais culturas e potencialidades agrícolas do nosso clima (1991)
- As causas do fracasso da colonizaçäo agrícola de Angola (1998)
- A evolução da agricultura do Alentejo Meridional: as cartas agrícolas de G. Pery (1998)
- Pierre Birot em Portugal (1998) (com Pierre Birot)
- Deficiências do ensino agrícola português postas em evidência pelo fracasso da colonização portuguesa de Angola (2001)
- O relevo de Portugal: grandes unidades regionais (2004) (com Suzanne Daveau)